# Charlotte von Hobe
Charlotte von Hobe (* 29. November 1792 auf Gut Chemnitz in Mecklenburg (heute in Blankenhof); † 11. April 1852 in Kloster Malchow) war eine deutsche Schriftstellerin und Stiftsdame.

## Leben

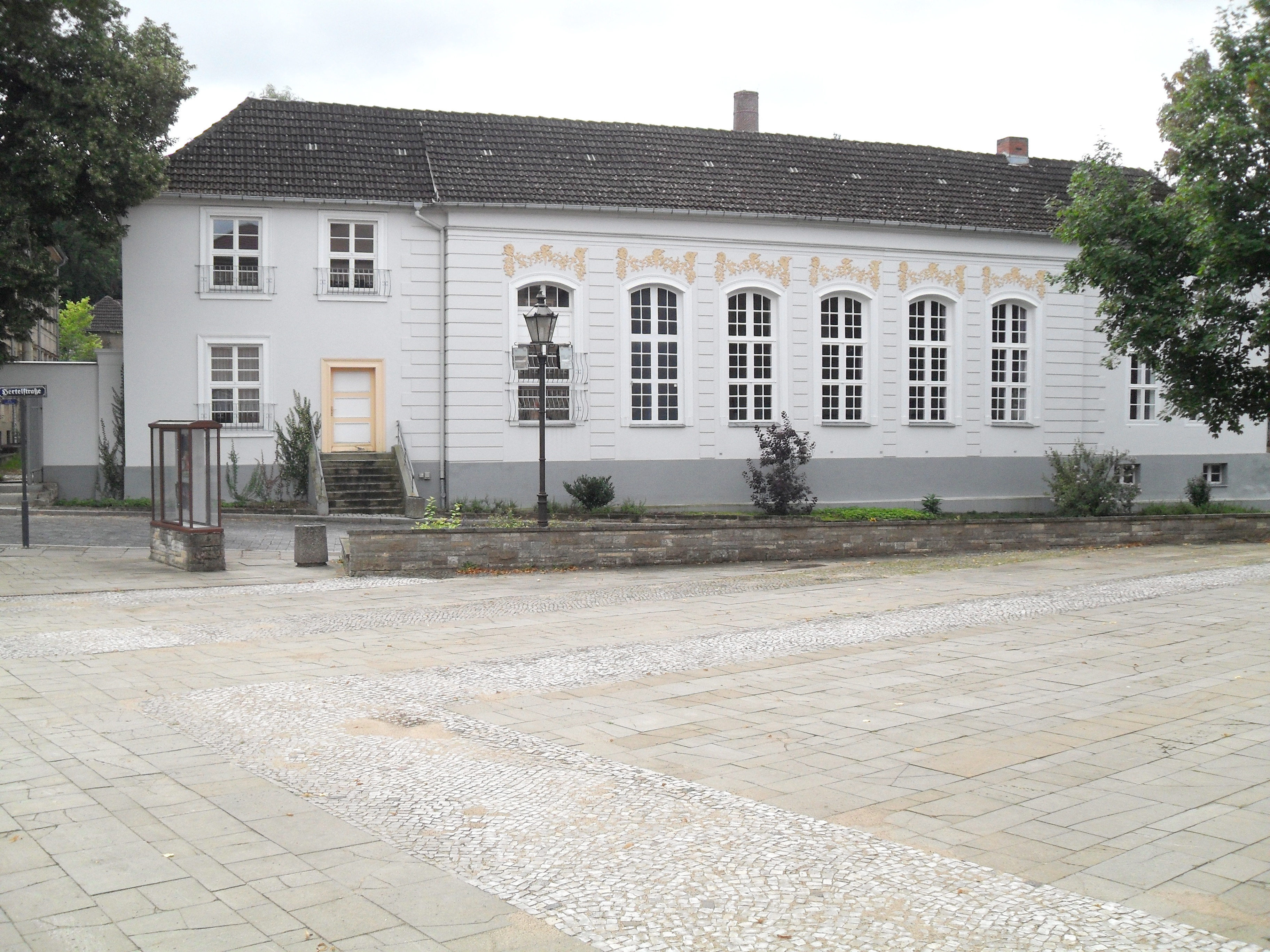
Hobehaus in Neustrelitz

Charlotte von Hobe entstammte dem mecklenburgischen Uradelsgeschlecht von Hobe. Sie war eine Tochter des Hofmarschalls am Hof von Mecklenburg-Strelitz Friedrich Eugen von Hobe (1760–1808) und seiner Frau Lisette, geb. von Lützow, und wuchs in Neustrelitz im heute so genannten Hobehaus am Schloss auf. Gemeinsam mit ihren Brüdern, darunter August von Hobe, erhielt sie Unterricht durch Hauslehrer.
Friedrich von Matthisson setzte sich dafür ein, dass von ihr geschriebene Gedichte im Stuttgarter Morgenblatt für gebildete Stände veröffentlicht wurden.
Im Jahrgang für 1829 meldete der Neue Nekrolog der Deutschen irrtümlich ihren Tod. Das beruhte auf einer Verwechslung mit ihrer Schwester Adolphine († 5. Februar 1829), einer Hofdame von Charlotte von Sachsen-Hildburghausen. Im folgenden Jahrgang erschien als Korrektur ihr Gedicht Die Todtgeglaubte, das zuerst im Freimüthigen Abendblatt erschienen war.
Sie lebte zuletzt als Stiftsdame im mecklenburgischen Landeskloster Malchow und wurde in Neustrelitz begraben.

## Werke
- Nordische Blüthen. Gedichte. Berlin: Albanus 1818
- Dramatische Dichtungen. Neustrelitz: Violet 1822  Darin:
  - Propertia. Trauerspiel in 5 Aufzügen
  - Der Gondelführer. Drama in 2 Abteilungen